# Francesco Zizzi
Francesco Zizzi, detto Franco (Fasano, 4 giugno 1948 – Roma, 16 marzo 1978) è stato un poliziotto italiano, vicebrigadiere per la Polizia di Stato e membro della scorta di Aldo Moro. Rimase ucciso insieme ad altri quattro agenti da un commando delle Brigate Rosse nell'agguato di via Fani.

## Biografia
Nato a Fasano, in provincia di Brindisi, si arruola nel Corpo delle Guardie di P.S. nel 1971. Dopo aver frequentato la Scuola Allievi Guardie di Caserta, viene assegnato al Raggruppamento di Roma. Quattro anni dopo, vincitore di concorso, frequenta il corso Allievi Sottufficiali presso la scuola di Nettuno. Promosso Vicebrigadiere nel 1977 viene assegnato alla Questura di Parma. 
Nel gennaio 1978 viene assegnato al Reparto Autonomo del Ministero dell'interno.

### La morte
Il 16 marzo 1978, verso le 9:00 del mattino, l'agente Zizzi era al suo primo giorno di servizio intento a sostituire un collega alla guida dell'Alfa Romeo Alfetta insieme ai suoi colleghi Giulio Rivera e Raffaele Iozzino per scortare la Fiat 130 su cui viaggiava il presidente della DC Aldo Moro, che si doveva recare alla Camera dei deputati per discutere della fiducia al nuovo governo Andreotti. Appena giunti in via Fani, l'auto con a bordo il presidente Moro fu bloccata da un commando di terroristi appartenenti alle Brigate Rosse travestiti da avieri, che fecero fuoco contro le auto e uccisero tutti e cinque gli agenti di scorta per poi rapire il politico democristiano. Al termine della sparatoria Zizzi riportò ferite gravi ma rimase cosciente per un paio d'ore prima di morire durante il trasporto al Policlinico Gemelli.